# سكران (بوزي)
سكران (بالفارسية: سکران) هي منطقة سكنية تقع في إيران في قسم بوزي الريفي. يقدر عدد سكانها بـ 0 نسمة بحسب إحصاء 2016.